# Marija II., kraljica Engleske
Marija II. (Palača St. James, London, 30. travnja 1662. – Palača Kensington 28. prosinca 1694.) kraljica Engleske, Irske i Škotske. 
Na vlast je došla u Slavnoj revoluciji 1689. godine, kada su pristalice protestantizma njezinog oca, engleskog kralja, katolika Jakova II. svrgnuli s vlasti, nakon čega je vladala zajednički sa svojim suprugom i prvim bratićem Vilimom III. Oranskim. Marija, iako je de jure sve poluge vlasti imala u svojim rukama, de facto je vlast prepustila svom suprugu. Nakon njezine smrti 1694. godine, Vilim III. Oranski je do svoje smrti vladao sam.

## Rođenje, mladost i razdoblje do vladavine
Marija se rodila u palači St. James u Londonu 30. travnja, 1662. godine kao najstarija kćer kralja Jakova II. i njegove prve supruge Anne Hyde. Marijin stric bio je engleski kralj Karlo II., a djed Edward Hyde, prvi grof od Clarendona i Karlov prvi savjetnik. Iako je njezina majka rodila osmero djece, Marija i Ana su jedina preživjela djeca. Njihov otac Jakov, tada vojvoda od Yorka,  preobratio se na katolicizam 1668. ili 1669. godine, ali po zapovijedi njihova strica kralja Karla II. Marija i Ana su odgojene u protestantskom duhu. Marijina majka je umrla 1671. godine, a njezin otac Jakov oženio se katolkinjom Marijom od Modene.
U dobi od petnaest godina Mariju su zaručili za Vilima, sina njezine tete (očeve sestre) i nizozemskog protestantskog vladara Vilima II. Oranskog. Isprva, kralj Karlo II. se suprotstavljao tom braku jer je želio Mariju udati za katoličkog francuskog princa, ali je pod pritiskom parlamenta pristao na ovaj brak.
Marijin otac Jakov je na ovaj brak pristao zbog pogrešne političke procjene da će mu to poboljšati položaj kod pristalica protestantizma. Marija i Vilim vjenčali su se u Londonu 4. studenog 1677.
Marija je nakon sklapanja braka otišla s Vilimom živjeti u Nizozemsku ali joj brak nije bio tako sretan, a najveći uzrok nesreće u njezinom braku bilo je što nije, usprkos trima trudnoćama dobila dijete. Među Nizozemcima je zbog svoje ugodne vanjštine i manira bila veoma popularna, ali je muž prema njoj bio hladan i zanemarivao ju je.

## Slavna revolucija
Nakon smrti Karla II. koji nije imao zakonite djece, krunu je naslijedio njegov brat i Marijin otac Jakov pod imenom Jakov II. Tijekom svoje kratke vladavine Jakov II. je vodio spornu vjersku politiku koja nije bila po volji engleskim protestantima, pa su isti već 1687. stupili u pregovore s Marijinim suprugom Vilimom III. Oranskim kako bi zbacili Jakova II. U tim zaoštrenim političko-vjerskim prilikama rođenje sina nasljednika, Marijinog polubrata Jamesa Francisa Edwarda, izazavalo je u protestantskim krugovima pravu uzbunu zbog straha od stvaranja katoličke dinastije na engleskom prijestolju. Glasine da je sin Jakova II. u stvari podmetnut potakli su Mariju da svojoj sestri Ani (koja je prebivala na dvoru) napiše pismo u kojem traži objašnjenja u vezi tih glasina o okolnostima rođenja njihovog polubrata. Stvorena situacija ubrzala je pregovore predstavnika engleskih protestanata i Marijinog supruga Vilima III. Oranskog koji se, nakon početnog kolebanja, naposljetku odlučio za vojnu intervenciju na Englesku. 
Nakon što je donio odluku da napadne Vilim III. Oranski je izdao deklaraciju u kojoj je novorođenog sina Jakova II. nazvao "navodnim princem od Walesa". 5. studenog 1688. nizozemska vojska iskrcala se na englesko tlo i do 11. prosinca (zbog izdaje u redovima engleske vojske) izvojevala pobjedu ušavši u London. Kralj Jakov II. je, uz Vilimovo dopuštenje uspio pobjeći u Francusku gdje je, uz jedan naknadni neuspjeli vojni pokušaj povratka na vlast u Irskoj, živio do svoje smrti. Marija je bila veoma potrešena okolnostima u kojima se našao njezin otac Jakov II., no Vilim joj je zapovijedio da prilikom ulaska u London pokazuje veselje zbog čega su je kasnije kritizirali zbog hladnoće i manjka sućuti za neprilike u kojima se našao njezin otac.
Vilim je ubrzo sazvao (na neregularan način) parlament koji je 12. veljače 1689. proglasio da je Jakov II., pobjegavši iz Engleske u stvari abdicirao i proglasio je prijestolje upražnjenim, a nije ga, po normalnom slijedu nasljeđivanja ponudio Jakovljevu sinu, nego Mariji. Marija je proglašena kraljicom, a utvrđeno je da će vladati zajedno s mužem Vilimom III. Oranskim kao Marija II. Parlament je sve to ozakonio posebnim zakonom (Bill of Rights). Istim zakonom Jakov II. je optužen za zlouporabe za vrijeme svoje vladavine te su stavljeni izvan snage zakoni kojima su bila ukinuta ograničenja za katolike. Također je utvrđeno da niti jedan katolik više neće moći naslijediti englesko prijestolje, a propisana je i linija nasljeđivanja engleske krune prema kojoj bi krunu trebali naslijediti potomci Marije i Vilima III. Oranskog, a ako oni ne budu imali potomaka onda će krunu naslijediti Jakovljeva mlađa kći Ana i njezini potomci.
Biskup londonski Henry Compton okrunio je Mariju i Vilima III. Oranskog u Westminsterskoj opatiji 11. travnja 1689. Iako je bilo uobičajeno da krunjenje izvrši nadbiskup canterburyjski to on nije učinio iz razloga što nije smatrao primjerenim i legitimnim načinom na koji je svrgnut Jakov II.

## Vladavina i smrt
Nakon 1690. Marijin suprug i suvladar Vilim vrlo je često bio odsutan iz Engleske vodeći ratove i bivajući u Nizozemskoj. Prvi rat koji je bio vodio je bio ustanak katolika u Irskoj predvođen svrgnutim Jakovom II. koji je uspješno svladao. Cijelo to vrijeme suprugove odsutnosti Marija je upravljala Engleskom pri čemu se iskazala kao stabilan vladar.
1690. je zbog navodne zavjere kojom bi se na tron vratio Jakov II. uhitila i zatvorila vlastitog ujaka Henryja Hydea, grofa od Clarendona, a 1692. je iz istih razloga zatvorila Johna Churchilla, grofa od Marlborougha, zbog čega se zamjerila svojoj sestri i kasnijoj vladarici Ani s kojom su Marijini odnosi ostali napeti sve do Marijine smrti.  
Marija je umrla iznenada 28. prosinca 1694. od boginja u palači Kensington i pokopana je u Westminsterskoj opatiji. Nakon Marijine smrti Vilim je vladao do svoje smrti 1702. godine kada je krunu naslijedila Marijina sestra Ana.

## Zanimljivost
Pogrebnu glazbu za Marijin pogreb napisao je poznati barokni kompozitor i glazbenik Henry Purcell.
| Prethodnik Jakov II., kralj Engleske | Kraljica Engleske | Nasljednik Vilim III. Oranski |